# Alpaida elegantula
Alpaida elegantula là một loài nhện trong họ Araneidae.
Loài này thuộc chi Alpaida. Alpaida elegantula được miêu tả năm 1965 bởi Archer.